# 273262 Cottam
273262 Cottam este un asteroid din centura principală de asteroizi.

## Descriere
273262 Cottam este un asteroid din centura principală de asteroizi. A fost descoperit pe 25 mai 2006 la Mauna Kea de Paul Wiegert. Asteroidul prezintă o orbită caracterizată de o semiaxă mare de 3,15 ua, o excentricitate de 0,02 și o înclinație de 8,9° în raport cu ecliptica.